# أرز كون بولو
أرز كون بولو (بالإسبانية: Arroz con pollo) ويعني «الأرز مع الدجاج» هو طبق تقليدي في إسبانيا وأمريكا اللاتينية، يرتبط أرتباطاً وثيقاً بطبق الباييا. يُطلق عليه في جمهورية الدومينيكان اسم «لوكريو دي بولو» (locrio de pollo)، وفي سانت مارتن اسم «لوكخي» (lokri) أو «لوكخيو» (locreo).
هناك بعض الجدال حول ما إذا كان الطبق قد نشأ في إسبانيا أو بورتوريكو. يذكر الكثير من البورتوريكيين إنه لا يمكن إعداد «ارز كون بولو» بدون جعة وزيت أناتو (أناتو هو تابل ذو لون أحمر يُستخدم لتلوين الطعام) حيث لايمكن استخدام الزعفران كبديلاً عنه. نادراً ما يتم استخدام الجعة وبهار الأناتو في الطهي الإسباني ولايتم إستخدامهما أبداًَ في إعداد طبق ارز كون بولو هناك. كثيراً ما يُستخدم بهار الأناتو في الطهي البورتوريكي وخاصةً في أطباق الأرز مثل «أرز كون كاندوليس» (arroz con gandules) (أرز مع لحم الخنزير وبازلاء هندية) و«أرز كون مايز» (arroz con maiz) (أرز مع الذرة والنقانق). تُتبل العديد من الأطباق البورتوريكية باستخدام الـ«سوفريتو» (sofrito) وهي صلصة مكونة بشكل أساسي من الفلفل الحار يشيع أستخدامها في طبق الارز كون بولو.
لاحظت الكاتبة المختصة بالطعام إليزابيث لامبرت أورتيز الجوانب العالمية للطبق، حيث لاحظت ان طبق أرز كون بولو هو الشكل الإسباني للبيلاف والذي يعكس بالفعل التأثيرات العالمية للطبق: تم إحضار الدجاج من الهند والأرز من آسيا، تم إحضار الزعفران (الذي يُستخدم في إسبانيا لإعطاء اللون الأصفر للأرز، بدلاً من الأناتو المُستخدم في بورتوريكو) بواسطة التجار الفينقيين، الطماطم والفلفل (يُستخدمان في إعداد صلصة السوفريتو) جاءت بواسطة السكان الأصليين للأمريكيتين.

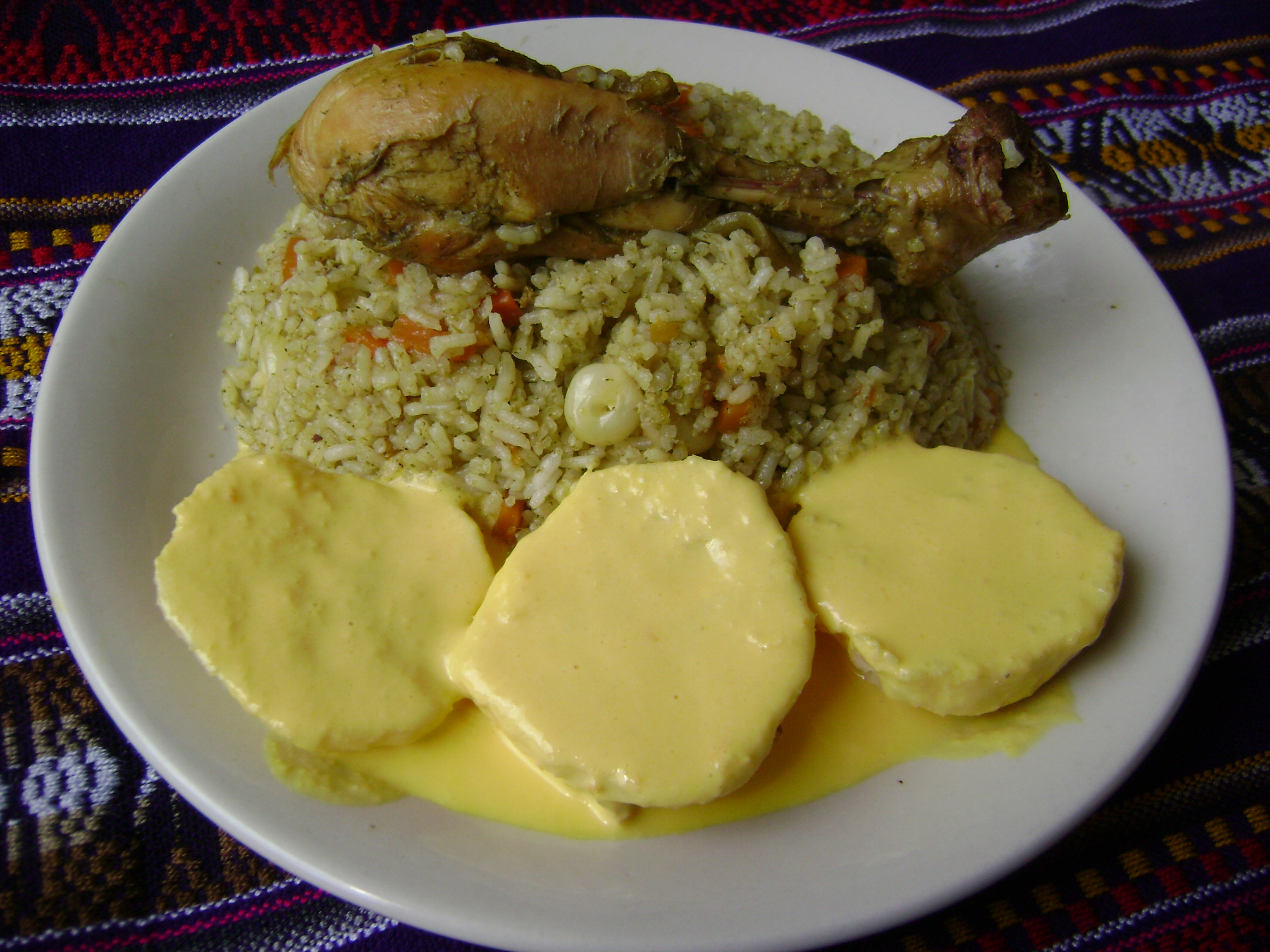
طبق أرز كون بولو مع سلطة طماطم وأفوكادو.
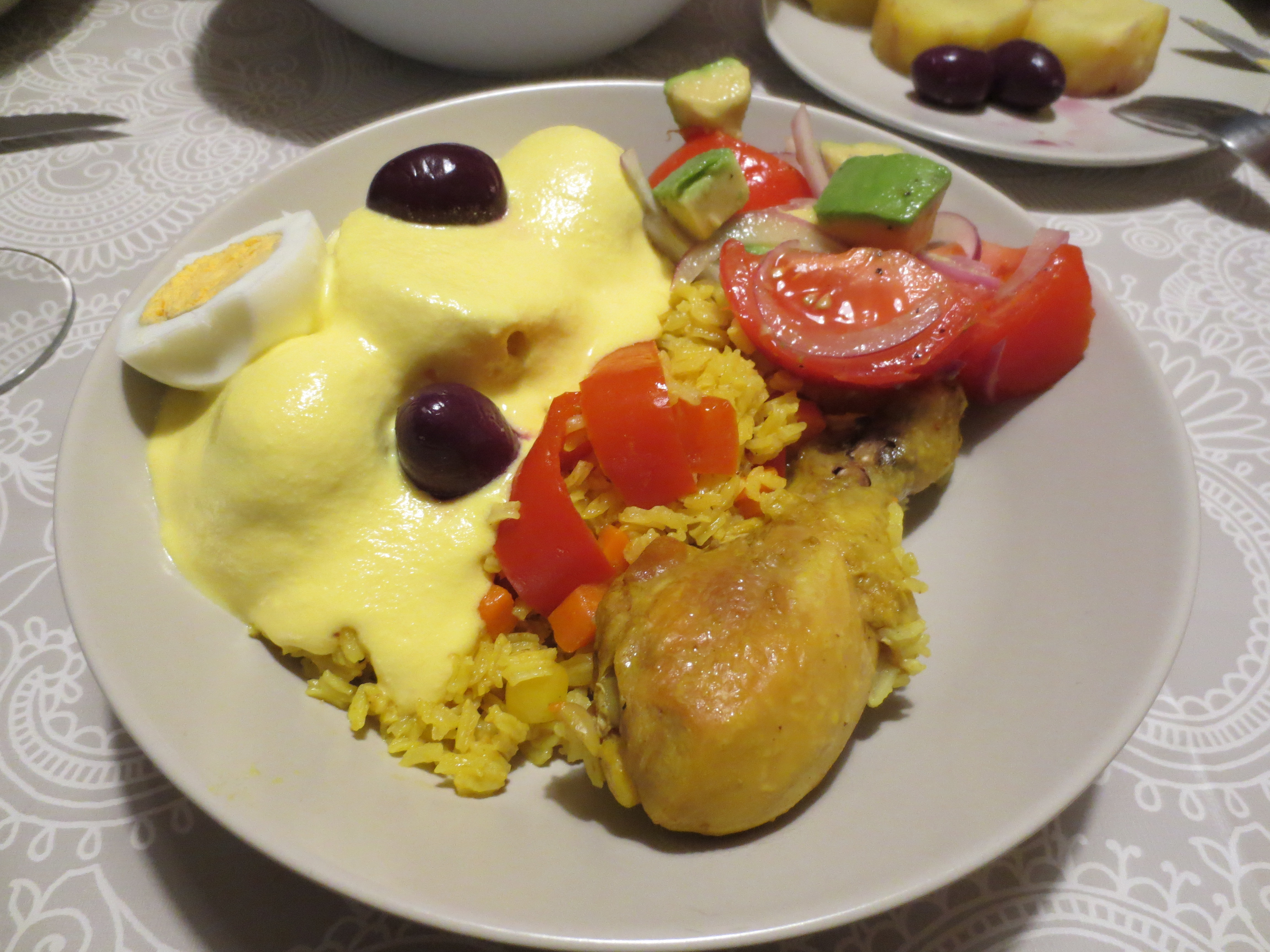
طبق أرز كون بولو مع سلطة طماطم وأفوكادو.